# Rešov
Rešov (in ungherese Réső, in tedesco Grünwald, in ruteno Rešiv) è un comune della Slovacchia facente parte del distretto di Bardejov, nella regione di Prešov.

## Storia
Citato per la prima volta nel 1454, appartenne alla città di Bardejov.